# Pentopetia longipetala
Pentopetia longipetala är en oleanderväxtart som beskrevs av J. Klackenberg. Pentopetia longipetala ingår i släktet Pentopetia och familjen oleanderväxter. Inga underarter finns listade i Catalogue of Life.